# Pseudergolis hara
Pseudergolis hara är en fjärilsart som beskrevs av Moore 1857. Pseudergolis hara ingår i släktet Pseudergolis och familjen praktfjärilar. Inga underarter finns listade i Catalogue of Life.